# 陌南镇 (芮城县)
陌南镇，是中华人民共和国山西省运城市芮城县下辖的一个镇。

## 行政区划
陌南镇下辖以下地区：
陌南村、朱吕村、杏花村、刘堡村、窑头村、柳湾村、沟南村、坑南村、东窑村、寺前村、湾里村、岭底村、东峪村、陈张村、石坡村、窑上村、韩家村、平王村和上坡村。